# Герд Буцеріус
Герд Буцеріус (нім. Gerd Bucerius, 19 травня 1906 – 29 вересня 1995) – німецький політик, видавець та журналіст, один із засновників газети Die Zeit. Він є однофамільцем юридичної школи Буцеріуса в Гамбурзі та художньої галереї Bucerius Kunst Forum.

## Життя та кар'єра
Буцеріус народився у Вестфалії та вивчав право в Гамбурзі. Після закінчення навчання він був призначений суддею в Кілі та Фленсбурзі. З приходом до влади нацистів у 1933 році він не зміг продовжити роботу суддею. Буцеріус залишався адвокатом, захищаючи численних єврейських клієнтів та інших людей, які стали жертвами нацистського режиму.
Після перемоги союзників у Другій світовій війні Буцеріус став політиком та журналістом. Він був одним із засновників Християнсько-демократичного союзу Німеччини (ХДСН) у 1945 році. Англійці доручили йому реорганізацію сенату у Гамбурзі; 1949 року його було обрано депутатом першого повоєнного Бундестагу як члена ХДСН. Він зберігав своє місце до 1962 року. 
У 1946 році разом із Ловісом Х. Лоренцем, Ріхардом Тюнгелем та Евальдом Шмідтом ді Сімоні він створив газету Die Zeit, за допомогою якої вони сподівалися заснувати велику газету для півночі Німеччини. Незважаючи на те, що на обкладинці газети як логотип було розміщено герб Бремена, містом походження газети був Гамбург. Гамбург відмовився використовувати для видання герб свого міста, тому замість нього був використаний герб іншого муніципалітету, що прилягає до нього.